# جون هيل (مدرب هوكي جليد)
جون هيل (بالإنجليزية: John Hill)‏ هو لاعب هوكي جليد أمريكي، ولد في 26 نوفمبر 1960 في هامبتون في الولايات المتحدة.

## وصلات خارجية
- جون هيل على موقع EliteProspects.com (الإنجليزية)
- جون هيل على موقع HockeyDB.com (الإنجليزية)